# Robert Fisher (Bischof)
Robert Joseph Fisher (* 24. September 1959 in Michigan, USA) ist ein US-amerikanischer römisch-katholischer Geistlicher und Weihbischof in Detroit.

## Leben
Robert Fisher empfing am 27. Juni 1992 das Sakrament der Priesterweihe für das Erzbistum Detroit.
Am 23. November 2016 ernannte ihn Papst Franziskus zum Titularbischof von Forum Popilii und zum Weihbischof in Detroit. Der Erzbischof von Detroit, Allen Vigneron, spendete ihm und dem gleichzeitig ernannten Gerard Battersby am 25. Januar des folgenden Jahres die Bischofsweihe.